# Videna pumila
Videna pumila é uma espécie de gastrópode da família Zonitidae.
É endémica de Palau.